# Ranunculus alismellus
Ranunculus alismellus (A. Gray) Greene – gatunek rośliny z rodziny jaskrowatych (Ranunculaceae Juss.). Występuje naturalnie w zachodniej części Ameryki Północnej.

## Rozmieszczenie geograficzne
Rośnie naturalnie w zachodniej części Ameryki Północnej. W Stanach Zjednoczonych został zarejestrowany w Kalifornii, Oregonie, Nevadzie, Wyoming, Idaho oraz w stanie Waszyngton. W Meksyku występuje w północno-zachodniej części Kalifornii Dolnej. W Kalifornii najczęściej jest spotykany w górach Sierra Nevada. Ponadto rośnie w górach Klamath, North Coast Ranges, San Bernardino, San Jacinto oraz na płaskowyżu Modoc Plateau. W stanie Waszyngton gatunek został zaobserwowany w hrabstwach Yakima, Kittitas oraz Okanogan.

## Morfologia
PokrójBylina dorastająca do 6–21 cm wysokości. Łodyga ma 1–3 mm średnicy.
LiścieMają jajowaty lub eliptyczny kształt. Są całobrzegie i mierzą 2–5 cm długości i około 1 cm szerokości.
KwiatyPłatki żółte, osiągają 5–8 mm długości i 2–6 mm szerokości.

## Biologia i ekologia
Zazwyczaj rośnie na podmokłych łąkach, bagnach oraz na brzegach strumieni, ale czasami występuje również na bardziej suchych obszarach. Występuje na wysokości od 1400 do 3400 m n.p.m. Kwitnie od kwietnia do maja, a według innych źródeł od maja do sierpnia.